# Джерело № 1 (Латірка)
Джерело № 1 — гідрологічна пам'ятка природи місцевого значення. Об'єкт розташований на території Воловецького району Закарпатської області, с. Латірка.
Площа — 0,3 га, статус отриманий у 1984 році (Рішення Закарпатського облвиконкому від 23.10.1984 р. № 253).
Охороняється джерело мінеральної гідрокарбонатно-кальцієво-натрієвої води та прилегла територія. Загальна мінералізація мінералізація - 0,38 г/л. Вода придатна для лікування захворювань органів травлення.